# イリオン郡 (テキサス州)
イリオン郡（イリオンぐん、英: Irion County）は、アメリカ合衆国テキサス州の西部、エドワーズ高原に位置する郡である。2010年国勢調査での人口は1,599人であり、2000年の1,771人から9.7%減少した。郡庁所在地は唯一の都市であるマートソン市（人口781人）であり、同郡で人口最大の町でもある。イリオン郡は1889年に設立され、郡名はテキサス共和国の国務長官を務めたロバート・アンダーソン・イリオンに因んで名付けられた。
イリオン郡はトムグリーン郡と共にサンアンジェロ大都市圏に構成している。

## 年譜
- イリオン郡となった地域の住人はトンカワ族とキカプー族インディアンだった[4]
- 1650年、エルナン・マルティンとディエゴ・デル・カスティリョ各大尉がこの地域を探検した[5]
- 1684年、フアン・ドミニゲス・デ・メンドーサとニコラス・ロペスが地域のインディアンについて報告した[4]
- 1761年、スペイン軍人フェリペ・ラバゴ・イ・テランがこの地域を通過した[6]
- 1858年-1861年、バターフィールド陸路郵便がこの地域を通過する道を開いた[4]
- 1876年、ジョン・アーデンがカリフォルニア州から最初の羊の群れを連れてきた。ビリー・チルドレスがロングホーン7D牧場を開いた[7]
- 1889年、テキサス州議会がトムグリーン郡の一部からイリオン郡を設立した。郡庁所在地はシャーウッドの町とされた[8]
- 1928年、郡内で石油が発見された[9]
- 1936年、マートソンの町が郡庁所在地になった[10]

## 地理
アメリカ合衆国国勢調査局に拠れば、郡域全面積は1,052平方マイル (2,724.7 km2)であり、事実上全て陸地である。石油埋蔵量ではアメリカ合衆国の中で第3位の油田であるスプラベリー・トレンドが、郡内の多くの場所に入っている。

### 主要高規格道路
- アメリカ国道67号線
- テキサス州道163号線

### 隣接する郡
- トムグリーン郡 - 北、東
- シュライヒャー郡 - 南東
- クロケット郡 - 南西
- リーガン郡 - 西

## 人口動態
以下は2000年の国勢調査による人口統計データである。
| 基礎データ - 人口: 1,771人 - 世帯数: 694 世帯 - 家族数: 523 家族 - 人口密度: 1人/km2（2人/mi2） - 住居数: 914軒 - 住居密度: 0軒/km2（1軒/mi2） 人種別人口構成 - 白人: 90.68% - アフリカン・アメリカン: 0.40% - ネイティブ・アメリカン: 0.79% - その他の人種: 6.55% - 混血: 1.58% - ヒスパニック・ラテン系: 24.62% 年齢別人口構成 - 18歳未満: 26.7% - 18-24歳: 4.7% - 25-44歳: 26.9% - 45-64歳: 26.1% - 65歳以上: 15.6% - 年齢の中央値: 40歳 - 性比（女性100人あたり男性の人口） - 総人口: 100.3 - 18歳以上: 99.4 | 世帯と家族（対世帯数） - 18歳未満の子供がいる: 32.4% - 結婚・同居している夫婦: 64.8% - 未婚・離婚・死別女性が世帯主: 6.6% - 非家族世帯: 24.5% - 単身世帯: 21.8% - 65歳以上の老人1人暮らし: 11.2% - 平均構成人数 - 世帯: 2.55人 - 家族: 2.97人 収入と家計 - 収入の中央値 - 世帯: 37,500米ドル - 家族: 45,458米ドル - 性別 - 男性: 35,642米ドル - 女性: 20,395米ドル - 人口1人あたり収入: 20,515米ドル - 貧困線以下 - 対人口: 8.4% - 対家族数: 8.3% - 18歳未満: 7.2% - 65歳以上: 7.9% |

## 都市と町
- バーンハート、未編入の町
- マートソン - 郡庁所在地
- シャーウッド、未編入の町

## 著名な出身者
- ローラ・ブリアン、西部開拓時代の無法者、ニッカーボッカー生まれ[15]